# Piz Blaisun
Der Piz Blaisun (3200 m ü. M.) ist ein Gipfel in den Albula-Alpen im Schweizer Kanton Graubünden nordöstlich des Albulapasses. Er bildet eine markante Schieferpyramide, steht aber dennoch etwas im Schatten seiner höheren Nachbarn, die beide etwa zwei Kilometer entfernt sind: des westlich liegenden Piz Üertsch (3267 m ü. M.) und des nördlich liegenden Piz Kesch (3418 m ü. M.), des höchsten Albula-Gipfels. Diese drei Berge unterscheiden sich auffallend aus geologischer Sicht, der Piz Üertsch besteht aus Triaskalken und -dolomit, der Piz Blaisun aus Liasschiefern und der Piz Kesch aus Gneis.

## Lage und Umgebung
Der Piz Blaisun ist nach dem Piz Üertsch der zweithöchste Gipfel der von West nach Ost verlaufenden Kette, die die Albulapassstraße im Norden einrahmt. Der Gipfel entsendet vier Grate, die ziemlich genau in die Himmelsrichtungen verlaufen. Der Westgrat verbindet den Gipfel mit dem Piz Üertsch, der Ostgrat verläuft zur Fuorcla Gualdauna und trennt das Val d'Es-cha im Norden vom Val d'Alvra im Süden. Der kurze Südgrat läuft nach etwas mehr als einem Kilometer Richtung Val d'Alvra aus, der Nordgrat senkt sich zur Fuorcla Pischa, im weiteren Verlauf des Grats ragen Piz Pischa und Piz Kesch auf. Nord- und Ostgrat sind Teil der Rhein-Donau-Wasserscheide. Südwestlich des Gipfels befinden sich zwei kleine Seen.

## Alpinismus
Der Berg ist im Gegensatz zum benachbarten Piz Üertsch von allen Seiten vergleichsweise leicht zu ersteigen. Der einfachste Anstieg startet am Punt Granda an der Albulapassstraße etwa 2½ Kilometer östlich der Passhöhe auf eine Höhe von 2255 m. Zunächst steigt man in nordöstlicher Richtung über die Weiden der Alps d'Alvra zur Fuorcla Gualdauna (2486 m). In leichtem Auf und Ab quert der Steig in nördlicher Richtung nun das obere Val d'Es-cha, überquert den Bach Ova Pischa, bis man die Abzweigung des Steigs zur Fuorcla Pischa erreicht – die Fortsetzung des Wegs in nördliche Richtung führt zur schon weithin sichtbaren Chamanna d'Es-cha. Zum Piz Blaisun folgt man nun in östlicher Richtung dem Steig, an der Fuorcla Pischa (2867 m) verlässt man diesen und erreicht kurz über den Nordrücken des Piz Blaisun den Gipfel. Als Aufstiegszeit werden 3½ Stunden angegeben, die Schwierigkeitsbewertung in der SAC-Wanderskala ist T3+.
Neben diesem markierten Anstiegsweg gibt es einige, ebenfalls wenig schwierige weglose Anstiege. Beispielsweise kann man den Gipfel auch direkter von der Albulapasshöhe erreichen. Hierzu quert man von der Passhöhe über Weiden in nordöstlicher Richtung bis in das Fuora da l'Üertsch bezeichnete Hochtal zwischen Piz Üertsch und Piz Blaisun. Nun kann man entweder durch dieses Tal den letzten tiefen Einschnitt des Grats westlich des Piz Blaisun anvisieren und über den Westgrat unschwierig den Gipfel erreichen. Alternativ kann man auch über den breiten Südgrat zum Ziel gelangen.
Der Piz Blaisun kann auch im Rahmen einer Skitour bestiegen werden.